# Damián Batallini
Damián Iván Batallini (Don Torcuato, Buenos Aires, Argentina; 24 de junio de 1996) es un futbolista profesional argentino, se desempeña como mediocampista ofensivo o extremo y su equipo es Bolívar de la Primera División de Bolivia.

## Carrera

### Inicios
Damián Iván Batallini llegó a las categorías juveniles de Deportivo Armenio, y Argentinos Juniors destacándose desde prematura edad por su fortaleza física. Es surgido de "El Semillero del mundo", como se lo conoce al club de La Paternal.

### Argentinos Juniors
Hizo su debut profesional para Argentinos en la Primera División Argentina contra Tigre el 6 de febrero de 2016. Siete partidos más tarde, Batallini marcó el primer gol de su carrera en un empate 2-2 contra Racing Club. Hizo doce apariciones y marcó dos goles en una temporada que terminó en el descenso a la Primera B Nacional. 
En el segundo nivel, anotó tres goles en dieciséis juegos, cuando Argentinos ganó el título y el ascenso a la primera división argentina.
Con el ascenso a primera y en la temporada 2017-2018 bajo el mando de Alfredo Berti, Bata se hizo con la titularidad finalizando con 4 goles en su haber. Una de sus actuaciones más destacadas en el segundo semestre fue contra Boca Juniors en la victoria 2-0 por parte del club de La Paternal, dónde marcó un gol siendo una de las grandes figuras de la cancha aportando velocidad y desequilibrio durante todo el partido, metiéndole además un túnel muy recordado a Nahitan Nandez.
En la temporada 2018-2019 la cosa cambio puesto a qué Alfredo Berti había renunciado por problemas internos, en su lugar vino Ezequiel Carboni quien jamás pudo encontrarle la vuelta al equipo y complicó al club en los promedios. Cabe destacar que en este periodo Damián se lesionó en múltiples ocasiones pudiendo completar muy pocos partidos, y cuando parecía que iba a poder estar a disposición, se resentia nuevamente.
El club se encontraba último en la tabla de posiciones y complicado en los promedios, pero todo cambio el segundo semestre con la llegada de Diego Dabove, que a pesar de no haber podido evitar la última posición del club, le dio identidad y mejores resultados al bicho, logrando que el club llegue a semifinales de la Copa de la Superliga. Este segundo semestre Bata recuperó su mejor versión marcando goles ante equipos como San Lorenzo e Independiente.
En el torneo 2019-2020 al bicho se le complicaba el panorama con la salida de Alexis Mac Allister, sin embargo a Dabove esto no le afectó y logró una histórica campaña con Argentinos. El primer semestre Batallini finalizó con dos goles marcados ante River y Banfield, y Argentinos cerraba el torneo como puntero. Debido al buen nivel de Bata, se lo comenzó a vincular con otros equipos, principalmente del fútbol argentino, ante esto el jugador nacido en Torcuato declaró que "Sería muy difícil decirle que no a Gallardo" y que "Conozco al hermano de Román, soy gran amigo, también sería lindo que me llame" refiriéndose al supuesto interés de Boca y real interés de River respectivamente. El jugador incluso reconoció que era el momento de pegar un salto y que iba a evaluar ofertas, declaraciones que molestaron mucho a los hinchas de Argentinos.
Batallini jugó para el equipo argentino sub-15 bajo el mando de Adrián Domenech.

### Independiente
Fue recientemente incorporado al plantel dirigido por Eduardo Domínguez. Llega al club a préstamo, a cambio de U$D 250.000, con opción de compra por el 50% del pase por U$D 2.000.000. siendo la máxima figura en todo el año de independiente, a principios de diciembre del mismo año, al no llegar a un acuerdo con la nueva dirigencia en cuanto al su sueldo, pago y la compra de su pase, decide retornar a Argentinos Juniors y resolver desde allí su nuevo fichaje a Necaxa. 

## Estadísticas

### Clubes
Actualizado de acuerdo al último partido jugado el 9 de marzo de 2025.
| Club                          | Div.          | Temporada     | Liga  | Liga  | Liga   | Copas nacionales | Copas nacionales | Copas nacionales | Torneos internacionales | Torneos internacionales | Torneos internacionales | Total | Total | Total  |
| Club                          | Div.          | Temporada     | Part. | Goles | Asist. | Part.            | Goles            | Asist.           | Part.                   | Goles                   | Asist.                  | Part. | Goles | Asist. |
| ----------------------------- | ------------- | ------------- | ----- | ----- | ------ | ---------------- | ---------------- | ---------------- | ----------------------- | ----------------------- | ----------------------- | ----- | ----- | ------ |
| Argentinos Juniors Argentina  | 1.ª           | 2016          | 12    | 2     | 2      | —                | —                | —                | —                       | —                       | —                       | 12    | 2     | 2      |
| Argentinos Juniors Argentina  | 2.ª           | 2016-17       | 16    | 3     | 0      | 1                | 0                | 0                | —                       | —                       | —                       | 17    | 3     | 0      |
| Argentinos Juniors Argentina  | 1.ª           | 2017-18       | 23    | 4     | 5      | 1                | 1                | 0                | —                       | —                       | —                       | 24    | 5     | 5      |
| Argentinos Juniors Argentina  | 1.ª           | 2018-19       | 15    | 2     | 0      | 6                | 1                | 0                | 2                       | 1                       | 0                       | 23    | 4     | 0      |
| Argentinos Juniors Argentina  | 1.ª           | 2019-20       | 19    | 2     | 1      | 4                | 0                | 0                | 1                       | 0                       | 0                       | 24    | 2     | 1      |
| Argentinos Juniors Argentina  | 1.ª           | 2020          | —     | —     | —      | 4                | 1                | 0                | —                       | —                       | —                       | 4     | 1     | 0      |
| Atlético San Luis · México    | 1.ª           | C-2021        | 16    | 0     | 5      | —                | —                | —                | —                       | —                       | —                       | 16    | 0     | 5      |
| Atlético San Luis · México    | 1.ª           | A-2021        | 4     | 0     | 0      | —                | —                | —                | —                       | —                       | —                       | 4     | 0     | 0      |
| Atlético San Luis · México    | Total club    | Total club    | 20    | 0     | 5      | 0                | 0                | 0                | 0                       | 0                       | 0                       | 20    | 0     | 5      |
| C. A. Independiente Argentina | 1.ª           | 2022          | 22    | 3     | 1      | 14               | 0                | 2                | 3                       | 0                       | 1                       | 39    | 3     | 4      |
| C. A. Independiente Argentina | Total club    | Total club    | 22    | 3     | 1      | 14               | 0                | 2                | 3                       | 0                       | 1                       | 39    | 3     | 4      |
| Club Necaxa · México          | 1.ª           | C-2023        | 13    | 1     | 0      | —                | —                | —                | —                       | —                       | —                       | 13    | 1     | 0      |
| Club Necaxa · México          | Total club    | Total club    | 13    | 1     | 0      | 0                | 0                | 0                | 0                       | 0                       | 0                       | 13    | 1     | 0      |
| C. A. Colón Argentina         | 1.ª           | 2023          | —     | —     | —      | 9                | 1                | 2                | —                       | —                       | —                       | 9     | 1     | 2      |
| C. A. Colón Argentina         | Total club    | Total club    | 0     | 0     | 0      | 9                | 1                | 2                | 0                       | 0                       | 0                       | 9     | 1     | 2      |
| Argentinos Juniors Argentina  | 1.ª           | 2024          | 1     | 0     | 0      | 11               | 0                | 1                | 6                       | 1                       | 1                       | 18    | 1     | 2      |
| Argentinos Juniors Argentina  | Total club    | Total club    | 86    | 13    | 8      | 27               | 3                | 1                | 9                       | 2                       | 1                       | 122   | 18    | 10     |
| Instituto A. C. C. Argentina  | 1.ª           | 2024          | 13    | 0     | 0      | —                | —                | —                | —                       | —                       | —                       | 13    | 0     | 0      |
| Instituto A. C. C. Argentina  | 1.ª           | 2025          | 9     | 2     | 0      | —                | —                | —                | —                       | —                       | —                       | 9     | 2     | 0      |
| Instituto A. C. C. Argentina  | Total club    | Total club    | 22    | 2     | 0      | 0                | 0                | 0                | 0                       | 0                       | 0                       | 22    | 2     | 0      |
| Total carrera                 | Total carrera | Total carrera | 163   | 19    | 14     | 50               | 4                | 5                | 12                      | 2                       | 2                       | 225   | 25    | 21     |
| 1. 2. 3.                      |               |               |       |       |        |                  |                  |                  |                         |                         |                         |       |       |        |

## Palmarés

### Torneos nacionales
| Título             | Club               | País      | Año     |
| ------------------ | ------------------ | --------- | ------- |
| Primera B Nacional | Argentinos Juniors | Argentina | 2016-17 |

### Otros logros
- Semifinal con Argentinos Juniors de la Copa de la Superliga Argentina en 2019